# Chaetacanthus barbatus
Chaetacanthus barbatus är en ringmaskart som först beskrevs av Augener 1910.  Chaetacanthus barbatus ingår i släktet Chaetacanthus och familjen Polynoidae. Inga underarter finns listade i Catalogue of Life.